# 2900 Lubos Perek
2900 Lubos Perek је астероид главног астероидног појаса чија средња удаљеност од Сунца износи 3,026 астрономских јединица (АЈ).
Апсолутна магнитуда астероида је 11,7.